# 北住敏夫
北住 敏夫（きたずみ としお、1912年9月18日 - 1988年5月26日）は、日本の国文学者、東北大学名誉教授。

## 略歴
三重県生まれ。東北帝国大学法文学部国文科卒。宮城県女子専門学校教授、東北大学助教授、55年「文芸に於ける写生説の研究」で東北大文学博士。59年教授。76年定年退官、山形女子短期大学教授。75年「写生説の研究」「写生派歌人の研究」などで学士院賞受賞。岡崎義恵、阿部次郎らに学び、「万葉集」から長塚節まで研究。

## 著書
- 『万葉の世界』弘文堂教養文庫 1940 (のち講談社学術文庫)
- 『万葉の諸相』小山書店 1942
- 『日本文芸の理論』弘文堂書房 1944
- 『日本文芸学』朝日新聞社 1948
- 『写生説の研究』角川書店 1953
- 『写生派歌人の研究』宝文館 1959
- 『日本の文芸意識』桜楓社出版 1960
- 『長塚節』(近代短歌・人と作品) 南雲堂桜楓社 1963
- 『近代日本の文芸理論』1965 (塙選書)
- 『古代和歌の諸相』明治書院 1971
- 『写生俳句及び写生文の研究』明治書院 1973
- 『詞苑逍游 近代の短歌・俳句など』桜楓社 1982
- 『阿部次郎と斎藤茂吉』桜楓社 1984-85
- 『群竹 随想など』北住勝子 1988

### 共編著
- 『和歌の世界 その周辺と展開』扇畑忠雄,峯岸義秋共編 桜楓社 1967
- 『近代日本文芸』菅野洋一共編 桜楓社 1976
- 『島木赤彦』宮川康雄共著 細田書店 1978

## 記念論集
- 『日本文芸論叢 北住敏夫教授退官記念』東北大学文学部国文学研究室編 笠間書院 1976

## 参考
- 日本人名大辞典